# Senescal
El senescal o dàpifer era l'oficial major de palau de la majoria de corts feudals d'Europa a l'edat mitjana.
Al casal de Barcelona el senescal de Barcelona n'era l'equivalent, fins al 1358, en què apareix la figura del conestable, amb funcions a tota la Corona d'Aragó.

## Etimologia
La paraula té el seu origen en el siniskalk germànic, que es pot traduir com a ‘servidor de més categoria’ o ‘servidor més antic’. En català té com a sinònim dàpifer que prové de la paraula llatina del baix imperi dapifer, que designava ‘aquell qui portava menjar’, és a dir, l'ofici de reboster. A poc a poc els oficis de la cort esdevindrien càrrecs de govern. Avui en dia al dàpifer o senescal el coneixeríem com a primer ministre o ministre de l'interior.